# Jane Elith
Pour les articles homonymes, voir Elith.
Jane Elith est une écologue australienne, professeure à la School of Botany de l'université de Melbourne.

## Formation
Elle est diplômée de l'École d'agriculture et de foresterie de l'Université de Melbourne en 1977. Elle se spécialise dans les modèles écologiques axés sur l'analyse spatiale et la prédiction de l'habitat des espèces végétales et animales. Après l'obtention de son diplôme, elle a été assistante de recherche et tutrice pendant trois ans, puis a passé les 12 années suivantes à élever ses enfants. Elle est retournée à l'Université de Melbourne en 1992 et a ensuite commencé un doctorat à temps partiel à la School of Botany. Elle a obtenu son doctorat en 2002 sur « Prédiction de la distribution des plantes ». Depuis, elle est chargée de recherche à l'École de botanique. Elle est actuellement ARC Future Fellow et siège au Centre d'excellence pour l'analyse des risques de biosécurité de l'Université de Melbourne.

## Recherches
Elith est principalement connue pour son travail sur les modèles et données statistiques, et s'est principalement concentrée sur les modèles de distribution des espèces. Elith s'intéresse aux méthodes utilisées pour modéliser la distribution des espèces et se concentre sur leur fonctionnement, comment les améliorer pour les types de données et les applications typiques, et comment gérer leurs incertitudes. Elle s'intéresse particulièrement à la compréhension du fonctionnement des modèles et à la recherche de solutions techniques pour améliorer leurs performances. Elle s'intéresse également et contribue à leur utilisation pour des applications pratiques.
Elith travaille actuellement sur trois sujets principaux :
- des méthodes améliorées pour prédire la distribution des espèces en cas de changement environnemental, y compris la dynamique des aires de répartition et les prédicteurs globaux pour ces modèles — ce projet est le sujet de sa future bourse ;
- des stratégies de prédiction et de décision robustes pour gérer les risques d'extinction dans le cadre du changement climatique, y compris l'intégration de modèles dynamiques de distribution des espèces avec des analyses de viabilité des populations pour étudier l'impact du changement climatique sur la persistance des espèces ;
- des stratégies robustes pour restaurer la biodiversité aquatique et riveraine, y compris des méthodes pour quantifier les liens entre la biodiversité fluviale et les actions de restauration, et pour évaluer les stratégies de restauration.

« Les gens se concentrent sur certains endroits pour leurs enquêtes », a-t-elle déclaré. « Proche de la ville, près des routes ou dans leurs endroits préférés. »
Cependant, les lacunes doivent être comblées. Ainsi, le Dr Elith utilise les données disponibles pour créer des modèles statistiques basés sur les modèles et les relations connues cachés dans les données. Elle prend également en compte les faiblesses des données et travaille à trouver un modèle plus robuste.
La doyenne des sciences de l'Université de Melbourne, la professeure Karen Day, a déclaré que le Dr Elith ouvrait la voie aux femmes dans les disciplines des sciences, de la technologie, de l'ingénierie et des mathématiques (STEM).

## Prix et distinctions
Elle a remporté en 2016 la médaille Fenner décernée par l'Académie australienne des sciences pour la recherche en biologie. En 2020, elle a eu l'honneur d'être membre international de l'Académie nationale des sciences.
Elith est l'une des écologistes les plus citées en Australie et dans le monde, bien qu'elle n'ait obtenu son diplôme qu'en 2002. Au cours de la dernière décennie, elle est devenue le 11e auteur le plus cité dans le domaine de l'environnement et de l'écologie. En 2012, elle a été reconnue par Thomson Reuters comme une chercheuse très citée, la plaçant dans le top 1 % des chercheurs dans le monde. Elle a présenté son travail au National Press Club (en) d'Australie le 30 mai 2012. Seules deux personnes de l'Université de Melbourne ont été honorées par ce prix.
Elith a également été nommée en 2014 Thomson Reuters Highly Cited Researchers dans la catégorie Environnement/Écologie, décerné aux chercheurs pour avoir eu un impact exceptionnel en se classant dans le top 1 % des chercheurs les plus cités dans leur domaine d'étude.
En 2015, Elith a reçu le prix Frank Fenner for Life Scientist of the Year dans les prix du Premier ministre pour la science (en), et en 2016 a reçu le prix australien de la recherche en écologie (en). Elle a été élue membre de l'Académie australienne des sciences en 2017.
Son article de 2006 sur les nouvelles méthodes pour améliorer la prédiction de la distribution des espèces à partir des données d'occurrence, à la mi-2014, avait été cité environ 3 000 fois (Citations Google Scholar 31 juillet 2014). D'autres travaux très cités incluent ses articles sur les arbres de régression amplifiés, son examen des méthodes de prédiction spatiale et ses travaux sur la modélisation de l'entropie maximale.
Elith a été éditrice de sujets pour Ecology (2009-), Diversity and Distributions (en) (2013-), Biological Invasions (2011-2014) et Ecography (en) (2007-2010). Elle a fourni des conseils scientifiques à la Murray-Darling Basin Commission, au Australian Biosecurity System for Primary Production and the Environment, au Department of Environment, Water, Heritage and the Arts, et à l'Atlas of Living Australia. Elle a remporté de nombreuses bourses de recherche et elle enseigne régulièrement des cours spécialisés en modélisation spatiale.

## Publications (sélection)
- Elith, J., Graham, CH, Anderson, RP, Dudík, M., Ferrier, S., Guisan, A., Hijmans, RJ, Huettmann, F., Leathwick, JR, Lehmann, A., Li, J., Lohmann, LG, Loiselle, BA, Manion, G., Moritz, C., Nakamura, M., Nakazawa, Y., Overton, JM, Peterson, AT, Phillips, SJ, Richardson, KS, Scachetti-Pereira, R ., Schapire, RE, Soberón, J., Williams, S., Wisz, MS & Zimmermann, NE (2006) Novel methods improve prediction of species' distributions from occurrence data. Ecography, 29, 129-151.
- Elith, J., Leathwick, JR & Hastie, T. (2008) A working guide to boosted regression trees. Journal of Animal Ecolog, 77, 802-813.
- Elith, J. & Leathwick, JR (2009) Species distribution models: ecological explanation and prediction across space and time. Annual Review of Ecology, Evolution and Systematics, 40, 677-697.
- Elith, J., Phillips, SJ, Hastie, T., Dudík, M., Chee, YE & Yates, CJ (2011) A statistical explanation of MaxEnt for ecologists. Diversity and Distributions, 17, 43-57.